# Martinique-i labdarúgó-szövetség
A martinique-i labdarúgó-szövetség (franciául: Ligue de football de la Martinique) Martinique nemzeti labdarúgó-szövetsége. 1953-ban alapították. A szövetség szervezi a martinique-i labdarúgó-bajnokságot, működteti a martinique-i labdarúgó-válogatottat.